# Troïka (Tunisie)
Pour les articles homonymes, voir Troïka.
La troïka est un gouvernement de coalition tunisien, dirigé par Hamadi Jebali puis Ali Larayedh et rassemblant trois partis politiques représentés à l'assemblée constituante dans le but de former une majorité stable.

## Historique

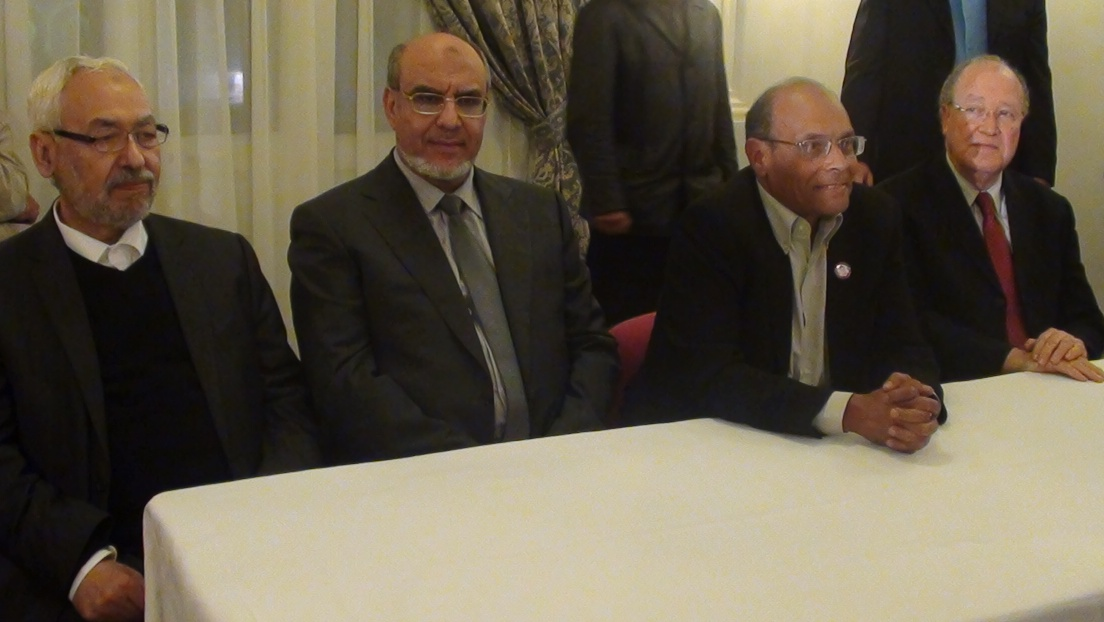
Dirigeants de la troïka, de gauche à droite : Rached Ghannouchi et le chef du gouvernement Hamadi Jebali (Ennahdha), le président de la République Moncef Marzouki (CPR) et le président de l'assemblée constituante Mustapha Ben Jaafar (Ettakatol).

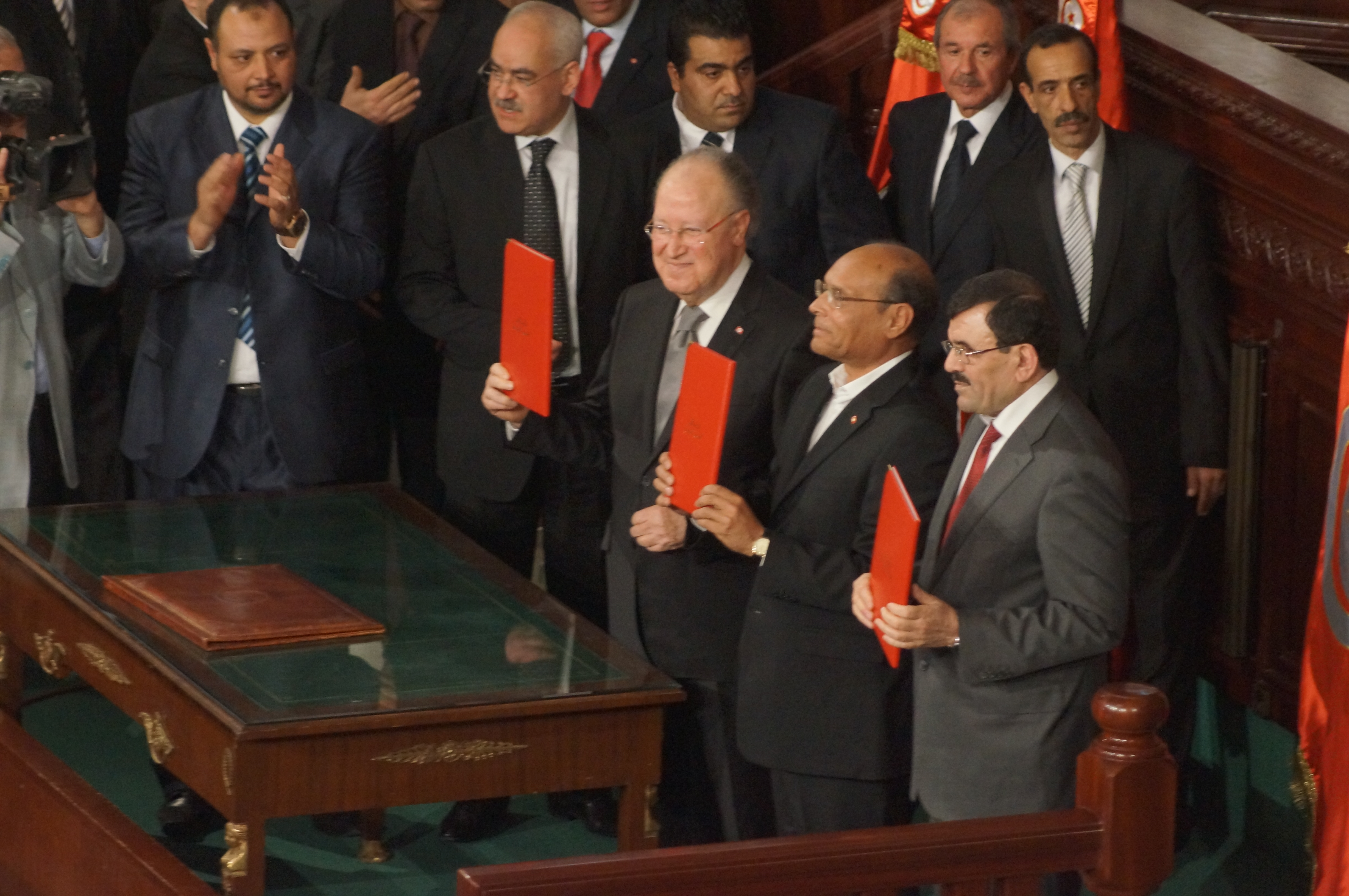
Trois présidents lors de la cérémonie de signature de la nouvelle Constitution, de droite à gauche : le chef du gouvernement Ali Larayedh, le président de la République Moncef Marzouki et le président de l'assemblée constituante Mustapha Ben Jaafar.

Parti possédant le plus de sièges à l'assemblée, Ennahdha demande au Congrès pour la République (CPR), à Ettakatol et au Parti démocrate progressiste (PDP) de le rejoindre afin de former une coalition sous la houlette de son candidat à la tête du gouvernement, Hamadi Jebali. Le CPR et Ettakatol décide d'en faire partie, alors que le PDP décide de se rallier à l'opposition.
Après la conclusion d'un accord, Mustapha Ben Jaafar est élu président de l'assemblée et Moncef Marzouki président de la République ; ce dernier charge ensuite Jebali de former un gouvernement. Il est remplacé par celui d'Ali Larayedh en mars 2013.
Gouvernement de coalition tunisien désigné au début du mandat de l'Assemblée constituante (2011)
| Chef du gouvernementHamadi Jebali | Chef du gouvernementHamadi Jebali | Chef du gouvernementHamadi Jebali | Chef du gouvernementHamadi Jebali | Chef du gouvernementHamadi Jebali | Chef du gouvernementHamadi Jebali |  |  | Président de la RépubliqueMoncef Marzouki | Président de la RépubliqueMoncef Marzouki | Président de la RépubliqueMoncef Marzouki | Président de la RépubliqueMoncef Marzouki | Président de la RépubliqueMoncef Marzouki | Président de la RépubliqueMoncef Marzouki |  |  | Président de l'Assemblée constituanteMustapha Ben Jaafar | Président de l'Assemblée constituanteMustapha Ben Jaafar | Président de l'Assemblée constituanteMustapha Ben Jaafar | Président de l'Assemblée constituanteMustapha Ben Jaafar | Président de l'Assemblée constituanteMustapha Ben Jaafar | Président de l'Assemblée constituanteMustapha Ben Jaafar |  |  |  |  |  |  |  |  |  |  |  |  |  |  |  |  |
| Chef du gouvernementHamadi Jebali | Chef du gouvernementHamadi Jebali | Chef du gouvernementHamadi Jebali | Chef du gouvernementHamadi Jebali | Chef du gouvernementHamadi Jebali | Chef du gouvernementHamadi Jebali |  |  | Président de la RépubliqueMoncef Marzouki | Président de la RépubliqueMoncef Marzouki | Président de la RépubliqueMoncef Marzouki | Président de la RépubliqueMoncef Marzouki | Président de la RépubliqueMoncef Marzouki | Président de la RépubliqueMoncef Marzouki |  |  | Président de l'Assemblée constituanteMustapha Ben Jaafar | Président de l'Assemblée constituanteMustapha Ben Jaafar | Président de l'Assemblée constituanteMustapha Ben Jaafar | Président de l'Assemblée constituanteMustapha Ben Jaafar | Président de l'Assemblée constituanteMustapha Ben Jaafar | Président de l'Assemblée constituanteMustapha Ben Jaafar |  |  |  |  |  |  |  |  |  |  |  |  |  |  |  |  |
| Ennahdha                          | Ennahdha                          | Ennahdha                          | Ennahdha                          | Ennahdha                          | Ennahdha                          |  |  | Congrès pourla République                 | Congrès pourla République                 | Congrès pourla République                 | Congrès pourla République                 | Congrès pourla République                 | Congrès pourla République                 |  |  | Ettakatol                                                | Ettakatol                                                | Ettakatol                                                | Ettakatol                                                | Ettakatol                                                | Ettakatol                                                |  |  |  |  |  |  |  |  |  |  |  |  |  |  |  |  |
| Ennahdha                          | Ennahdha                          | Ennahdha                          | Ennahdha                          | Ennahdha                          | Ennahdha                          |  |  | Congrès pourla République                 | Congrès pourla République                 | Congrès pourla République                 | Congrès pourla République                 | Congrès pourla République                 | Congrès pourla République                 |  |  | Ettakatol                                                | Ettakatol                                                | Ettakatol                                                | Ettakatol                                                | Ettakatol                                                | Ettakatol                                                |  |  |  |  |  |  |  |  |  |  |  |  |  |  |  |  |

Le poids de la troïka au sein de l'assemblée passe progressivement de 63,59 % des sièges à 52,53 % après l'enregistrement de plusieurs démissions.
En janvier 2014, à la suite d'un accord sur la Constitution, la troïka cède sa place à un gouvernement de technocrates mené par Mehdi Jomaa, jusqu'alors ministre de l'Industrie, mais conserve sa majorité à l'assemblée.

## Partis membres
- Ennahdha ;
- Ettakatol ;
- Congrès pour la République.

## Présidences
- Président de la République : Moncef Marzouki (CPR)
- Président de l'assemblée constituante : Mustapha Ben Jaafar (Ettakatol)
  - Première vice-présidente : Meherzia Labidi Maïza (Ennahdha)
  - Deuxième vice-président : Larbi Ben Salah Abid (CPR puis Ettakatol)
- Chef du gouvernement : Hamadi Jebali (Ennahdha), du 24 décembre 2011 au 13 mars 2013, puis Ali Larayedh (Ennahdha), du 13 mars 2013 au 29 janvier 2014

## Gouvernements

### 1ertroïka:gouvernement Hamadi Jebali
- Ennahdha : 89 constituants, seize ministres (31 en tout) et un secrétaire d'État (onze en tout) ;
- CPR : 29 constituants (dont quatorze quittent le parti), quatre ministres (31 en tout) et deux secrétaires d'État (onze en tout) ;
- Ettakatol : vingt constituants (dont sept quittent le parti), cinq ministres (31 en tout) et deux secrétaires d'État (onze en tout).

### 2etroïka:gouvernement Ali Larayedh
- Ennahdha : 90 constituants, dix ministres (28 en tout) et un secrétaire d'État (dix en tout) ;
- CPR : quatorze constituants, trois ministres (28 en tout) et aucun secrétaire d'État (dix en tout) ;
- Ettakatol : treize constituants, trois ministres (28 en tout) et un secrétaire d'État (dix en tout).

### 3etroïka:gouvernement Mehdi Jomaa(indépendant)
- Ennahdha : 90 constituants ;
- CPR : douze constituants ;
- Ettakatol : douze constituants.